# Víctor Manuel Román y Reyes
Víctor Manuel Roman y Reyes (Jinotepe, 13 ottobre 1872 – Filadelfia, 6 maggio 1950) è stato un politico nicaraguense, Presidente del Nicaragua dal 15 agosto 1947 alla sua morte il 6 maggio 1950, il suo vicepresidente era Mariano Argüello Vargas, ex ministro degli affari esteri e presidente del senato del Congresso Nazionale del Nicaragua.

## Biografia
Román fu presidente della camera alta del Congresso Nazionale del Nicaragua dal 1929 al 1930.
Víctor Manuel Román y Reyes conosciuto anche con il soprannome "T.V." ("Tio Victor) fu designato dall'assemblea generale in seguito ad un colpo di stato. Fu un seguace della filosofia militare del Presidente Zelaya. La filosofia di Zelaya era basata sulle visioni militari dell'ex imperatore tedesco. T.V. era membro del partito della famiglia dei Somoza il Partito Liberale Nazionalista e in seguito alla sua morte, il marito di sua nipote Anastasio Somoza García fu designato per andare avanti con i militari da T.V.
il presidente Víctor Manuel Román y Reyes morì a Filadelfia negli Stati Uniti.  Nel suo letto di morte, circondato dal suo nipote, dai suoi famigliari e pochi politici incluso il segretario della presidenza (capo dello staff) Alejandro del Carmen. Román y Reyes fu il firmatario dell'accordo di coalizione liberale e conservativo del Nicaragua. Fu proprio lui ad aiutare la minoranza ad entrare nel congresso.